# 虹吸排水
虹吸排水，全称为屋面虹吸雨水排放系统，是利用伯努利方程进行排水管道内压力计算，通过管道、管配件的管径变化从而改变排水管道内的压力变化，形成满管流，在压力的作用下快速排水的系统。

## 适用领域
- 大型厂房：屋面檐高在4米以上，并存在内天沟，天沟长度在30米以上，厂房内部不允许有落水管。

- 大型公共建筑：如图书馆，体育场馆，机场候机楼，火车站站房和站台无柱雨棚，大型商场，裙楼，以及排水管可能影响建筑美观的场合。

## 不适宜场合
汇水点的总水头低于3米而且天沟较长的建筑，水平管内无法形成足够的动力，起不到明显的虹吸作用。住宅建筑的顶层没有布置尾管的足够空间，而且水平管内的流水噪声影响用户休息，加之住宅屋面面积不大，采用虹吸屋面排水需要慎重考虑。